# Московський Василь Петрович
Василь Петрович Московський (4 квітня 1904, село Бочейно, тепер Череповецький район Вологодської області, Російська Федерація — 28 червня 1984, місто Москва, Російська Федерація) — радянський державний діяч, заступник голови Ради міністрів РРФСР, надзвичайний і повноважний посол СРСР у КНДР, головний редактор газети «Красная Звезда», головний редактор газети «Советская Россия», генерал-майор. Депутат Верховної ради Російської РФСР 5-го і 7-го скликань. Член Центральної Ревізійної Комісії КПРС у 1952—1971 роках, заступник голови ЦРК КПРС у 1969—1971 роках.

## Життєпис
У 1926—1952 роках — у Червоній армії. З 1926 року — слухач полкової школи в Ленінграді. Служив у роті зв'язку.
Член ВКП(б) з 1928 року.
У 1929—1930 роках навчався у вечірньому комуністичному університеті при Військово-політичній академії імені Толмачова.
З 1930 року служив у 1-й авіаційній бригаді. Закінчив школу пілотів у Гатчині, служив під Ленінградом, з 1933 року — на Далекому Сході.
Потім перебував на військово-політичній роботі в Червоній армії.
У 1939 році закінчив військово-повітряний факультет Військово-політичної академії імені Леніна.
У 1939—1941 роках — редактор газети «Красная армия» Київського особливого військового округу (Київ); редактор газети «За Родину» Прибалтійського особливого військового округу (Рига).
У 1941 році — головний редактор фронтової газети Північно-Західного фронту, учасник німецько-радянської війни.
У 1941—1945 роках — редактор газети Військово-повітряних сил «Сталинский сокол».
У 1945—1953 роках — член редакційної колегії, заступник редактора, головний редактор газети «Красная Звезда».
У 1953—1954 роках — заступник завідувача, 1-й заступник завідувача відділу пропаганди і агітації ЦК КПРС.
У 1954—1955 роках — головний редактор газети «Красная Звезда».
У 1955—1956 роках — 1-й заступник завідувача відділу пропаганди і агітації ЦК КПРС.
У квітні 1956 — жовтні 1960 року — завідувач відділу пропаганди і агітації ЦК КПРС по РРФСР.
27 жовтня 1960 — 2 липня 1962 року — заступник голови Ради міністрів РРФСР.
30 червня 1962 — 15 травня 1965 року — надзвичайний і повноважний посол СРСР у Корейській Народно-Демократичній Республіці (КНДР).
У жовтні 1965 — 1971 року — головний редактор газети «Советская Россия».
Одночасно 15 грудня 1969 — 30 березня 1971 року — заступник голови Центральної Ревізійної Комісії КПРС.
З 1971 року — персональний пенсіонер союзного значення в Москві. У 1971—1983 роках — заступник голови Радянського комітету ветеранів війни.
Помер 28 червня 1984 року в Москві.

## Військове звання
- генерал-майор

## Нагороди
- орден Леніна
- два ордени Червоного Прапора
- орден Трудового Червоного Прапора
- три ордени Червоної Зірки
- медалі
- надзвичайний і повноважний посол СРСР